# Robocopy

Robocopy (от англ. Robust File Copy) — утилита командной строки для репликации (не просто копирования) каталогов (папок). Она была доступна как часть Windows Resource Kit и представлена как стандартный компонент Windows Vista, Windows 7 и Windows Server 2008. Robocopy функционально заменяет Xcopy, с большим количеством опций.
Поставляется компанией Майкрософт «как есть» без гарантий и техподдержки.

## Функциональные возможности
Robocopy разработана для отказоустойчивого копирования каталогов и деревьев каталогов. Она обладает возможностью копирования всех (или выборочных) NTFS-атрибутов и свойств, имеет дополнительный код для перезапуска при применении с сетевым соединением в случае его разрывов.
Команда может использоваться для выборочного копирования файлов с определёнными атрибутами, размерами или датами модификации. Настраивается перезапись файлов. Также можно осуществлять зеркалирование каталога с удалением в папке назначения файлов, отсутствующих в источнике.
Microsoft предоставляет также графическую программу RichCopy со схожими с Robocopy функциями.

## Синтаксис использования
Простой пример — копирование содержимого каталога C:\A в каталог C:\B (включая файлы, атрибуты и метки времени), рекурсивно включая пустые каталоги (/E):
```
 robocopy C:\A C:\B /E
```

Копировать содержимое каталога C:\A рекурсивно (/E), включая все атрибуты файлов (/COPYALL, эквивалентно /COPY:DATSOU, D=данные, A=атрибуты, T=метки времени, S=безопасность=списки контроля доступа NTFS, O=владелец, U=аудит), не повторять попытки для заблокированных файлов (/R:0) (по умолчанию задан один миллион повторных попыток копирования), сохранять оригинальные метки времени у каталогов (/DCOPY:T — начиная с версии XP026 или более поздней):
```
 robocopy C:\A C:\B /COPYALL /E /R:0 /DCOPY:T 
```

Создать зеркальную копию каталога C:\A в каталоге B на сетевом ресурсе \\backupserver, удалить из каталога B все отсутствующие в каталоге C:\A файлы (/MIR), использовать журнал возобновления (/Z) на случай потери сетевого соединения:
```
 robocopy C:\A \\backupserver\B /MIR /Z
```

Скопировать файлы определенного размера, например от 100 килобайт до 100 мегабайт: 
```
 robocopy C:\A \\backupserver /E /MAX:102400000 /MIN:102400
```

Скопировать определенные форматы, например avi:
```
 robocopy C:\A \\backupserver *.exe *.avi /S
```

Полный список команд доступен на странице Microsoft TechNet — Robocopy

## Графический интерфейс
Robocopy является утилитой командной строки, поэтому для удобства пользования Microsoft Technet предоставляет графическую оболочку для неё (GUI front-end), автор которой Дерк Бениш. Оболочка требует наличия .NET Framework 2.0.

## Управление полосой пропускания
У Robocopy есть опция «inter-packet gap (IPG)», которая позволяет управлять пропускной способностью сети, используемой в сеансе. Теоретически следующая формула выражает задержку (D, в миллисекундах), необходимую для имитации желаемой полосы пропускания (BD, в килобитах в секунду) по сети с доступной полосой пропускания BA kbps:
{\displaystyle D={B_{A}-B_{D} \over B_{A}\times B_{D}}\times 512\times 1000}
На практике обычно приходится поэкспериментировать, чтобы найти подходящую задержку из-за таких факторов, как характер и объём трафика в сети. Методология, используемая опцией IPG, может не обеспечивать того же уровня контроля, предоставляемого некоторыми другими технологиями дросселирования полосы пропускания, такими, как BITS (который используется Windows Update и BranchCache).

## Версии
|         | Версия файла     | Год  | Место нахождения                                                  | Примечания    |
| ------- | ---------------- | ---- | ----------------------------------------------------------------- | ------------- |
| 1.70    | -                | 1997 | Windows NT Resource Kit                                           |               |
| 1.71    | 4.0.1.71         | 1997 | Windows NT Resource Kit                                           |               |
| 1.95    | 4.0.1.95         | 1999 | Windows 2000 Resource Kit                                         |               |
| 1.96    | 4.0.1.96         | 1999 | Windows 2000 Resource Kit                                         | (c) 1995—1997 |
| XP010   | 5.1.1.1010       | 2003 | Windows 2003 Resource Kit                                         |               |
| XP026   | 5.1.2600.26      | 2005 | Downloaded with Robocopy GUI v.3.1.2                              |               |
| XP027   | 5.1.10.1027      | 2008 | Включена в поставку Windows Vista, Windows Server 2008, Windows 7 | (c) 1995—2004 |
| 6.1     | 6.1.7601         | 2009 | KB2639043                                                         | © 2009        |
| 6.2     | 6.2.9200         | 2012 | Включен в состав Windows 8                                        | © 2012        |
| 6.3     | 6.3.9600         | 2013 | Включен в состав Windows 8.1                                      | © 2013        |
| 10.0    | 10.0.10240.16384 | 2015 | Включен в состав Windows 10                                       | © 2015        |
| 10.0.16 | 10.0.16299.15    | 2017 | Включен в состав Windows 10 1709                                  | © 2017        |
| 10.0.17 | 10.0.17763.1     | 2018 | Включен в состав Windows 10 1809                                  | © 2018        |
| 10.0.18 | 10.0.18362.1     | 2019 | Включен в состав Windows 10 1909                                  | © 2019        |